# The Bourne Supremacy
The Bourne Supremacy er en amerikansk spionfilm fra 2004 instrueret af Paul Greengrass og løst baseret på Robert Ludlum-romanen af samme navn. Filmen er en fortsættelse af The Bourne Identity, og også denne har Matt Damon i hovedrollen som agenten Jason Bourne med hukommelsestab. Filmen blev efterfulgt i 2007 af The Bourne Ultimatum.

## Medvirkende
- Matt Damon
- Joan Allen
- Brian Cox
- Julia Stiles
- Marton Csokas
- Karl Urban
- Karel Roden
- Franka Potente
- Gabriel Mann
- Tomas Arana
- Tom Gallop
- Michelle Monaghan
- Oksana Akinsjina

## Ekstern henvisning
- The Bourne Supremacy på Internet Movie Database (engelsk)
- The Bourne Supremacy på Filmdatabasen
- The Bourne Supremacy på Scope
- The Bourne Supremacy i Svensk Filmdatabas (svensk)
- The Bourne Supremacy på AlloCiné (fransk)
- The Bourne Supremacy på MovieMeter (nederlandsk)
- The Bourne Supremacy på AllMovie (engelsk)
- The Bourne Supremacy hos American Film Institute (engelsk)
- The Bourne Supremacys profil hos Encyclopædia Britannica Online (engelsk)
- The Bourne Supremacy på Turner Classic Movies (engelsk)